# Уайлд, Генри
Ге́нри Тингл Уа́йлд (англ. Henry Tingle Wilde; 21 сентября 1872 — 15 апреля 1912) — старший офицер лайнера «Титаник».

## Биография
Родился в Уолтоне, 24 октября 1872 года был крещён в Конгрегационалистской церкви Локсли, Брэдфилд. Он был сыном Генри Уайлда, страхового агента из Эклсфилда, Южный Йоркшир. Его матерью была Элизабет Тингл из Локсли, Брэдфилд. Генри вышел в море в подростковом возрасте. Он также учился при товариществе Messrs. James Chambers & Co., Ливерпуль. Его обучение началось 23 октября 1889 года на борту 1835-тонного корабля «Замок Грейсток», и закончилось четыре года спустя, 22 октября 1893 года. Оттуда он стал третьим помощником на борту «Замок Грейсток», а затем перешёл на борт 1374-тонного корабля «Замок Хорнсби». Его первым пароходом стал в 1895 году «S.S. Brunswick», где он сначала служил в качестве третьего помощника, потом второго. В 1896 году он перешёл на борт «Европы», где находился в качестве второго помощника. В июле 1897 года он присоединился к компании «Уайт Стар Лайн».
Начиная службу с младшего офицера, Уайлд стабильно рос по служебной лестнице, работая на нескольких судах Уайт Стар. К ним относятся «Covic», «Cufic», «Tauric», и «Delphic». В декабре 1910 года у Уайлда случилась трагедия — умерли его жена и двое сыновей: братья-близнецы Арчи и Ричард. В августе 1911 года Уайлд стал старшим офицером брата «Титаника», лайнера «Олимпик», где он служил с будущим капитаном Титаника Эдвардом Джоном Смитом.

## «Титаник»
Уайлд 3 апреля 1912 года должен был в Саутгемптоне подняться на борт «Олимпика», но руководство Уайт Стар направило его на «Титаник». Назначен он был старшим офицером буквально в последний момент, вероятно, по просьбе капитана Смита. В итоге произошла «офицерская перестановка», в результате которой Уайлд вступил на место Уильяма Мёрдока. Мёрдок вступил на место Чарльза Лайтоллера, а тот, в свою очередь, заменил Девида Блейра, которого с рейса сняли. На Титанике, в день отплытия 10 апреля, Уайлд приступил к выполнению своих обязанностей в 6 часов утра. Во время отплытия он помогал Лайтоллеру отбрасывать швартовы и обеспечивал их буксировку. После выхода в море он работал по 2—6 часов в день. Возможно, на «Титанике» Уайлд написал письмо сестре, где отметил, что «испытывал странное чувство насчёт корабля».
14 апреля в 23:40 «Титаник» столкнулся с айсбергом. Из-за того, что Уайлд погиб на судне, его действия на момент столкновения неизвестны. Он взялся заполнять чётные спасательные шлюпки. В 01:40 большинство спасательных шлюпок было спущено и Уайлд перешёл на правый борт. Относительно его последних минут жизни имеются множество противоречащих друг другу свидетельств. По одной версии, последний раз его видели на крыше офицерских кают, когда он пытался спустить складные шлюпки A и B. По другой версии Уайлд застрелился. Эта версия образовалась на основе ходивших среди выживших членов экипажа и пассажиров в первые дни после катастрофы слухов о неком офицере, который покончил с собой (утверждалось, что это были либо Уайлд, либо Уильям Мёрдок, либо Джеймс Муди). В частности, пассажир 3-го класса Юджин Дэйли утверждал, что видел какого-то офицера, который застрелил двух мужчин, когда они пытались сесть в шлюпку, а затем Дэйли услышал ещё один выстрел и увидел, что тот офицер лежит мёртвым на палубе. Уолтер Лорд в своей книге «The Night Lives On» указывает, что по сравнению с капитаном Эдвардом Джоном Смитом и Уильямом Мёрдоком в случае с Уайлдом было крайне мало свидетелей, которые с уверенностью могли сказать, что человек, которого они видели, был именно Генри Уайлдом, поэтому возможно, хотя и не бесспорно, что Уайлд всё-таки застрелился. Его тело если и было найдено, то не было опознано.

## В массовой культуре
В 1997 году в фильме «Титаник» Генри Уайлда сыграл британский актёр Марк Чепмен. В фильме он до конца пытается спустить складную шлюпку. После гибели судна Уайлд, взявшись за стул, свистит в свисток, чтобы привлечь внимание шлюпок. Затем он умирает от гипотермии. После его смерти Роуз Дьюитт Бьюкейтер использует свисток для призыва о помощи расположенной неподалёку шлюпки.
В 1979 году в фильме «Спасите «Титаник»» его сыграл актёр Тони Каунтер.